# Áed Muindearg
Áed mac Flaithbertaigh (mort en 747), connu sous le nom d' Áed Muinderg, est un chef du Cenél Conaill des  Uí Néill du Nord. Il est le fils de l'Ard ri Erenn Flaithbertach († 765).Son surnom signifie au « Cou rouge ».
Son père Flaithbertach est le dernier Ard ri Erenn d' Irlande issu du  Cenél Conaill. En 734 il est déposé ou abdique en en faveur d'un membre de la lignée rivale des Ui Neill du Nord le Cenél nEógain, mené par Áed Allán († 743).  Flaithbertach  meurt plus tard vers 765 moine à Armagh. 
En 743 Áed Allán est défait et tué lors de la bataille de Seredmag par Domnall Midi († 763) du Clan Cholmáin une lignée des Ui Neill du Sud. Selon les Annales, Domnall  désigne ensuite  Áed Muinderg comme son représentant dans le nord avec le titre de « Rí na Tuaisceart  », c'est-à-dire « Roi du Nord » où de ce fait il règne au moins de 743 à 747. 
Ses frères Loingsech mac Flaithbertaigh († 754) et Murchad mac Flaithbertaigh († 767) sont simplement qualifiés de chefs du Cenél ConaillSon fils aîné Domnall mac Áeda Muindeirg († 804) sera aussi ultérieurement désigné sous le titre de « Roi du Nord  » dans les annales.

### Sources
- (en) Dáibhí Ó Cróinín, A New History of Ireland, vol. I, Oxford, Oxford University Press, 2005
- (en) Gearóid Mac Niocaill, Ireland before Vikings, Dublin, Gill & Macmillan, 1972
- (en) T.M. Charles-Edwards, Early Christian Ireland, Cambridge, Cambridge University Press, 2000, 707 p. (ISBN 0-521-36395-0)
- (en) Ouvrage collectif sous la direction de Edel Bhreathnach, The Kingship and landscape of Tara, Dublin, Four Courts Press, 2005 (ISBN 1-85182-954-7).